# Lillemer
Lillemer (bretonisch: Enez-Veur) ist eine französische Gemeinde mit 383 Einwohnern (Stand: 1. Januar 2022) im Département Ille-et-Vilaine in der Region Bretagne; sie gehört zum Arrondissement Saint-Malo und zum Kanton Dol-de-Bretagne. Die Einwohner werden Lillemérois und Lilleméroises oder Lillemériens und Lillemériennes genannt.

## Geographie
Die Gemeinde Lillemer liegt etwa 15 Kilometer südöstlich von Saint-Malo. An der westlichen Gemeindegrenze fließt der Biez Jean.

### Nachbargemeinden
Umgeben ist Lillemer von den Nachbargemeinden La Fresnais im Norden und Nordosten, Roz-Landrieux im Osten und Südosten, Plerguer im Süden sowie Saint-Guinoux im Westen.

## Bevölkerungsentwicklung
| Jahr                       | 1962 | 1968 | 1975 | 1982 | 1990 | 1999 | 2009 | 2020 |
| Einwohner                  | 202  | 239  | 206  | 233  | 225  | 203  | 275  | 370  |
| Quellen: Cassini und INSEE |      |      |      |      |      |      |      |      |

## Sehenswürdigkeiten
- Kirche Saint-Éloi aus dem Jahr 1837
- Priorat Notre-Dame
- Taubenturm nahe der Kirche, vermutlich aus dem 17. Jahrhundert

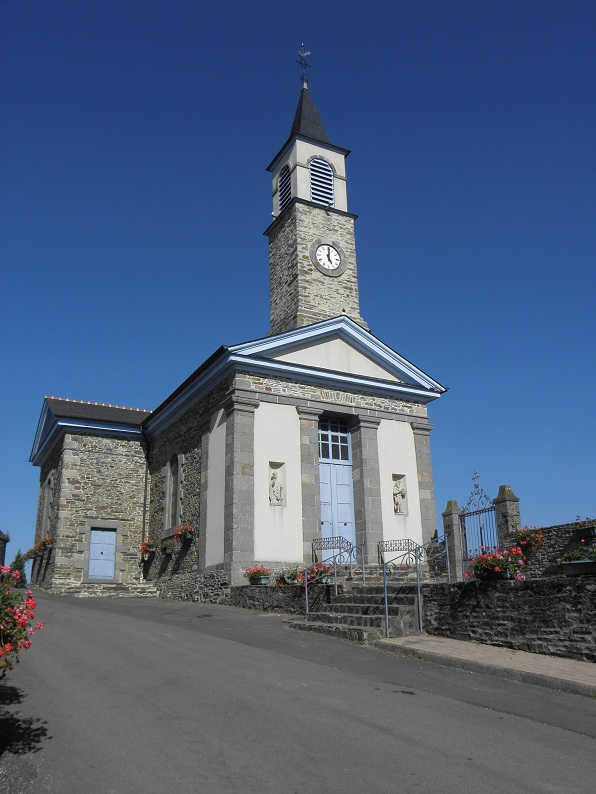
Kirche Saint-Éloi
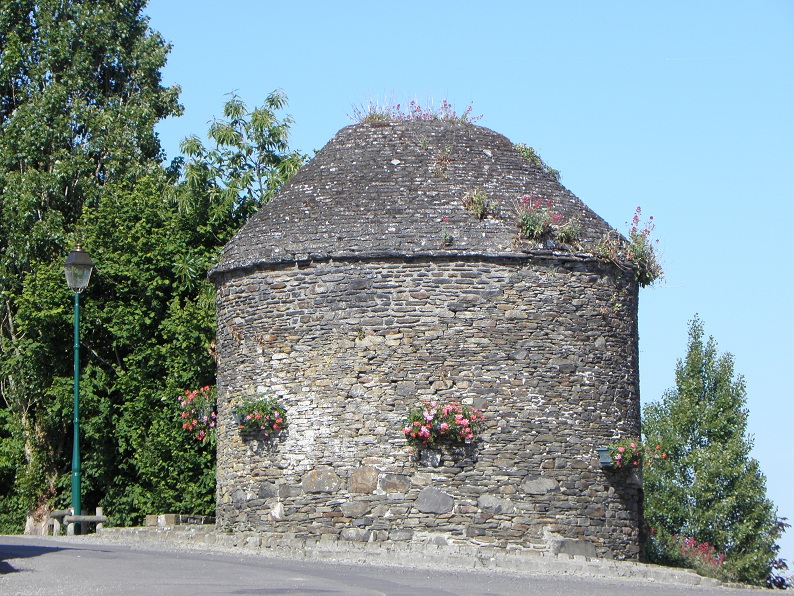
Taubenturm
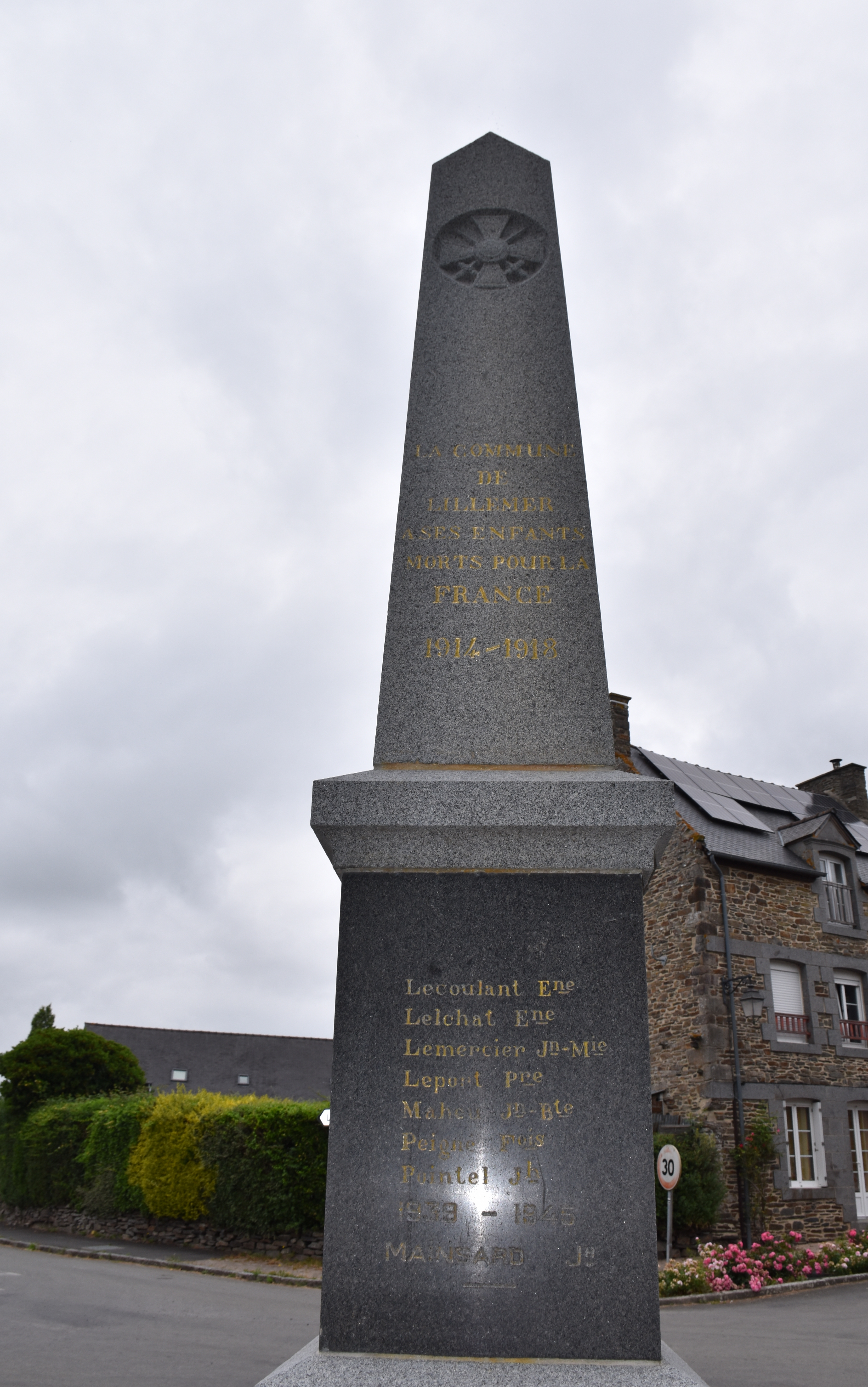
Gefallenendenkmal